# Raitenbuch
Raitenbuch là một đô thị tại huyện Weißenburg-Gunzenhausen, bang Bayern, Đức.